# SHUFFLE!
《SHUFFLE!》是Navel於2004年1月30日發售的戀愛冒險類型日本成人遊戲，後移植至PlayStation 2平台，並被改編成漫畫、電視動畫。

## 概要
2004年2月27日發售Normal Edition，12月17日發售Standard Edition、2007年11月22日發售Anniversary Edition。2005年10月20日由角川書店製作的PlayStation 2平台的《SHUFFLE! ON THE STAGE》發售，聲優變更成與動畫相同陣容，追加新製作的開頭動畫與女角色。2007年7月26日，PS2版『SHUFFLE! ON THE STAGE』KADOKAWA The Best開始發售。在2009年6月10日，Navel在當日出版的《comptiq》雜誌內表示會把《SHUFFLE! On The Stage》（PS2版）逆移植變成為電腦版，並命名《SHUFFLE! Essence+》，及在維持《SHUFFLE! On The Stage》的結構下新增兩個新主角。此成人遊戲於2009年10月30日發售，Fan disc《SHUFFLE! Love Rainbow》於2011年4月28日推出。
2005年7月7日至2006年1月5日在WOWOW电视台播放電視動畫，全24話。2007年1月独立UHF的电视台開始播放《SHUFFLE! Memories》，內容將是WOWOW版彙整為10話的總集篇，加上導入篇與新故事各1話，全12話。
繼《SHUFFLE!》之後，Navel製作了土见禀与奈莉奈回到奈莉奈出生前的《Tick! Tack!》，2005年9月15日發售。2006年11月24日，平行世界作品《Really? Really!》發售。

## 故事简介
十七歲的高中生——土見稟生活在一個有著兩道門將神界和魔界與人間界連接的一個世界中，神族、魔族和人類快樂地和平共處。在《SHUFFLE!》的設定中，神和魔並不是一般定義上的神或者魔的存在，而只是單純地做為兩個種族的名字。「神族」是一群有著稍微突出的耳朵並且能使用神族法術（例：治癒術）的種族，而「魔族」是一群有著瘦長且突出的耳朵並且可以使用「魔族」法術（例：破壞術）的種族。
有一天，有兩個家庭突然搬到他的隔壁來了。那兩個新鄰居，竟是神界的神王、與魔界的魔王的家族。而更讓人驚奇的是稟居然同時成了兩位公主莉希安瑟絲&奈莉奈的結婚候選。而這一切的原因都來源於稟和兩位公主在小的時候的初會，雖然只有那一小段短暫的時間。但是少女們並沒有遺忘那時的回憶，還將那回憶深藏在心中。而隨著兩位公主的到來，接踵而至的事件讓稟的生活再也不平靜，並將稟的青梅竹馬芙蓉楓和朋友也卷了進來。

## 登场人物
聲優的順序：PC、PS2、廣播劇CD/動畫版。

### 主要人物
土見稟（聲優：綠川光（只限廣播劇CD）/杉田智和、幼年：松元惠）
主角。十七歲的高中生，就讀於巴貝納學園二年級。成績普通、運動神經中上。喜歡吃山形縣平田市出產的圓冬菇(請見動畫第1季第1集)。雙親在八年前和楓的母親一起在一場交通事故中喪生了，因此現在寄住在青梅竹馬，同時也是學園偶像的楓家中。如同楓所說的，稟非常善良，這是他最大的優點，而女孩們也因此喜歡他。至於他最大的缺點，如同之後所顯示的，是他的優柔寡斷以及企圖使每個人都快樂（這一點經常在後面反倒傷了他們）。
很重視他人。因為雙親死於車禍的關係，很不喜歡看到他人悲傷的樣子。而大概在那場車禍前後的時間裏他分別遇到同樣是跟隨父親來到人間界但由於迷路而與父親走散的希亞和奈莉奈（其實是莉可莉斯）。稟陪著她們玩直到她們的父親找到她們。而也正是這時候在希亞和奈莉奈心中種下愛情的萌芽。這也是她們後來再次來到人間界並欲與他結婚的原因。遊戲中並沒有明確稟和她們相遇是在車禍前還是在車禍後，一直認為楓的生活作息十分嚴謹，一直都要求楓放鬆點來生活，後在第1季第5集中，楓聽稟的話，但也只是把早起的時間推遲5分鐘，因此稟感到十分無奈。
想平靜度過每一天，卻因爲兩位公主的到來而成爲全校矚目的焦點。
第一次和普莉姆拉見面之後就被普莉姆拉抱住的樣子被綠葉樹看見了而被綠葉樹起了「Mr.Loli控」的稱呼(請見動畫第1季第2集)。
平時在校園午飯時的便當是由楓所煮的。
基於平時所吃的飯是由楓所煮的，當楓一旦生病就要自己煮飯之後可見其廚藝技巧是十分不合流(請見動畫第1季第5集)。
有自製模型船的喜好(請見動畫第1季)。
在動畫第一季第8集中得知七年前曾遇見希亞，在動畫第一季第15集中得知八年前曾遇見奈莉奈(莉可莉斯)。
動畫第一季的設定是喜歡亞沙(請見動畫第18-19話)。
動畫版最後藉由割腕來誘使亞沙使用魔法，同時亞沙的頭髮變為長髮。
利希安瑟絲（聲優：佐佐留美子/青木沙耶香）
生日：7月30日。身高160cm，三圍：81/58/83，興趣是人間界的新聞剪報，喜歡稟的膝枕、掏稟的耳朵、料理，討厭測驗、孤獨。人物設定是西又葵。
暱稱希亞（シア），神族的公主。神王的獨生女。自家是在稟家的左邊。平時在家中是煮飯給神王吃的。為了能再見到稟而來到人間界，稟的結婚候選。精力充沛的而熱心，平易近人，不論跟誰都能聊得起來、製造愉快氣氛的專門家。家事萬能、運動神經也不錯，但是對讀書非常不擅長（課業能力驚人的低），很認真卻很喜歡惡作劇，做事十分努力也是優點之一。然而常常對神王進行暴走椅子攻擊，之後會被奈說：「小希，做得太過火了」。稱呼稟時只會單一地叫稟。
七年前和稟第一次見面的地方是在電車上，在電車上是因為當時神王來的時候，自己獨自去玩而走失，後來上了電車而迷路了，後稟就安慰自己並陪自己玩足一天直至神王來接自己(請見動畫第1季第8集)。
原本是一名雙胞胎，有一名妹妹，但妹妹就被身邊的人希望不要生下來而死了，死前希亞接受了消失的妹妹既思念，之後兩人合而為一，就也是說是希亞現在是有兩個心靈，平時生活中出現的是姐姐，而妹妹是特別的時間才出現(請見動畫第1季第17集)。
妹妹的性格比希亞更勇敢更有行動力及比較腹黑。
其名字的由來是植物的洋桔梗的別名。
平時在校園午飯時的便當是自己來煮的。自身認為秋葵是十分偉大的食物，所以十分不認同秋葵運入納豆的秋葵納豆(請見動畫第1季第5集)。
奈莉奈（聲優：松永雪希/永見はるか）
生日：10月13日。身高154cm，三圍：88/59/85，興趣是手工藝、裁縫、編織，討厭唱歌。人物設定是。
暱稱琳（リン）、由莉可莉斯所取，因這名字中有稟的發音(請見動畫第1季第15集)。魔族的公主。自家是在稟家的右邊。和利希安瑟絲一樣，爲了再次見到稟而來到人間界，稟的另一個結婚候選。在魔界都是很罕見的魔力者，可使用強大的魔族法術並且有將好幾個街區夷為平地的力量。頭腦明晰，擅長學校功課，但烹飪技能只能用不堪入口來形容，而且運動能力差到不能用低下來形容，但並沒有因此討厭運動。和利希亞瑟絲正好相反。有被譽爲「天使的鐘聲」的歌喉，卻很討厭唱歌(因為其歌喉是在莉可莉斯身上得到的)。和莉可莉斯的樣貌分別在於眼睛的的顏色，莉可莉斯眼睛的顏色是藍色，而奈莉奈眼睛的顏色是紅色。八年前和稟見面及玩耍的並不是奈莉奈，而是莉可莉斯(因為當時的奈莉奈正直生病中)，後來當莉可莉斯將自己的生命給予奈莉奈，因此奈莉奈有了莉可莉斯的記憶和能力及魔力，因為自己認為搶走了莉可莉斯的生命，所以就想幫她完成願望，最初奈莉奈來到稟身邊是因為想完成莉可莉斯的願望，但後來連自己的心也喜歡上了稟，雖然和莉可莉斯使用同一個身體，和因為莉可莉斯的心還在，所以一直壓抑身為奈莉奈喜歡稟的心，但在第一季第15集中莉可莉斯為幫助普莉姆拉而出現後就消失了，所以現在身體只有奈莉奈的心，所以就能喜歡稟更多及對稟約定仲有一次以自己的歌聲唱歌給稟聽。
穩重且賢慧有禮貌。但是對於有人看不起稟或者對稟不利的時候，卻往往很衝動，會不加考慮的就使出威力很大的攻擊魔法，這時會變為由希亞說出說：「小琳，做得太過火了」。現在經過亞沙的特訓之後，現在能煮出好吃的煎蛋卷(請見動畫第1季第4集)，其後每次的便當也是煎蛋卷(請見動畫第1季第5集)。十分不喜歡在煎蛋卷加入章魚燒的發酵物－明石燒和不喜歡章魚燒(請見動畫第1季第5集)。稱呼稟時會加上大人。
其名字的由來是植物根希百合。
平時在校園午飯時的便當是父親所煮的。
芙蓉楓（聲優：籐野らん/後藤邑子）
生日：11月10日。身高162cm，三圍：83/59/84，興趣是家務，喜歡為稟作各種事，討厭會讓稟覺得煩的事情。人物設定是西又葵。
土見稟的青梅竹馬。集希亞及琳的優點在一身的人，頭腦聰明、運動神經萬能、容姿端麗、擅長家務的完美超人。在學校極具人氣。是整個學校的偶像。其廚藝是由亞沙所教的(請見動畫第1季第4集)。平時在和家中早午晚飯和在校園吃的便當是自己煮的，還給稟和普莉姆拉煮一份。
年幼的時候自己的母親與稟的雙親因事故而死亡，之後就和稟生活在一起。之前曾經因為這個事故而失去了生存的動力，在住院時稟為了令楓有生存的動力而對楓說謊，說是自己害死楓的母親，聽了這謊言的楓就對稟起怨念、產生生存的動力，從此就怨恨著稟而不斷做出傷害稟的事，只有在父親面前才裝和稟是好朋友、但長大後知道事實真相後(其實是自己在生病時楓的父親打電話要求母親早點回來，請見動畫第1季第19集)，把憎恨轉換為200%的愛慕之情。一手包辦所有的家事並且為稟準備所有的餐點。但是卻因為過於重視稟，對於自己的事情反而有些少根筋。對稟感情就像病嬌一樣(見動畫第1季第19集)。
有時會因為太擔心稟，做出十分誇張的事(如動畫第1季第17集中，稟被希亞拉去約會一天而沒有上學時，會早退之後報警，請求警察尋找稟)。
在希亞的父親在眾人面前宣布稟的結婚候選時曾在座位上坐著昏迷了。在動畫第1季第5集，因為自身平時為稟所做的事所被其他女角主取代，因此認為自身是稟的負擔，後來在病倒時受到稟的說話因而打起精神來，並應承稟的吩咐，生活要放鬆點，後把自身早起的時間由5點30分變為5點35分，但後來自身說睡得太長時間會頭痛，因而在之後的日子也變回5點30分起床。(請見動畫第1季第5集)。
其名字的由來正是植物木芙蓉和楓樹。
基於其父親經常出差，所以這一個家現居住者只有稟、楓和普莉姆拉。
時雨亞沙（聲優：宝塚すみれ/伊藤美紀）
生日：10月20日。身高163cm，三圍：87/60/85，興趣是作蛋糕，喜歡蛋糕、祭典、努力，討厭魔法。人物設定是。
楓以前烹飪社的前輩。也因此跟稟結下了緣，對稟有好感。動畫中是3B班
是個非常有活力的女孩。認真且可依賴的“大姐姐”一樣的存在，有精神且在做人處世方面很在行。很會照顧人，但是令人意外的很會撒嬌。和稟和楓在國中就認識了。烹飪社社長，擁有第一流的料理技巧。同時也教會了楓廚藝技巧。
因為是時雨亞麻的女兒，亞麻身上的巨大魔力也隨之遺傳到了亞沙身上，因此小時候一直臥病在床，現在雖然身體好了好多，但有時也會全身無力和失去知覺。小時候因為一直臥病在床而曾經非常憎恨自己的母親，雖然十分常憎恨自己的母親，但母親也沒有生氣過，還一直保持笑容及無微不至地照顧自己，因此就不再憎恨母親和下定決心無論在什麼時候也要保持微笑。
雖然是魔族和人類的混血兒，在動畫第1季第14集中得知是人類的樣貌(耳朵)。
在動畫中，有經常拍打稟背部的習慣(如見面時及在對話中)。
本人並不知道自己有「驚愕的時雨」這一稱呼(這一稱呼之所以這樣命名是因為時雨的樣貌及言行似是不懂烹飪，後得知人時雨識得烹飪後既人都會變得十分驚愕)，後來在動畫第1季第5集中得知時，變得十分頹喪。
其名字的由來來自麻。
雖然自己對媽媽的烹飪技巧是覺得無問題的，但多數母親也會要求幫她試味，如果有問題就會由亞沙執手尾(請見動畫第1季第7集)。
普莉姆拉（聲優：北都南/ひと美）
生日：1月25日。身高151cm，三圍：78/55/80，沒有特別興趣、喜歡或討厭的事物，人物設定是西又葵。自身的名字普莉的發音和貼紙箱時發音十分相似(請見動畫第1季第8話)。
暱稱莉姆（リム），是個神秘的女孩，神界與魔界共同開發的人工生命體，是「世界樹計劃」的第三個實驗者。擁有全世界最強的魔力，但還不會使用魔法，她在魔界時，就認識奈莉奈及莉可莉斯，聽到莉可莉斯對稟的描述後來到人間界尋找稟。
無口性格，對於和他人交際極端的不在行。喜歡抱著莉可莉斯送的貓玩偶(其貓玩偶是小時候莉可莉斯代替正直生病中奈莉奈去人間界時第一次見稟並和稟遊玩時，稟在遊戲店中的夾公仔遊戲夾的貓玩偶，請見動畫第1季第4集，之後莉可莉斯在離開普莉姆拉身邊時送給了普莉姆拉)。沒有興趣和好惡。不過在遇到稟之後有了改變。因經常留在家中看家，所以會看中午的肥皂泡劇場，現在說話時受到肥皂泡劇場的影響，會說出肥皂泡劇場裡面的內容及意思(請見動畫第1季第7集)。
在第一次和稟見面之後就抱住稟的樣子被綠葉樹看見因而稟被綠葉樹起了「Mr.Loli控」的稱呼(動畫第1季第2集)。
自身識得採藥及製藥(動畫第1季第5集)和有很好的藝術天份(動畫第1季第9集)。
其名字的由來是植物櫻草屬的學名。

### 其他人物
伊羽（Kareha，聲優：日向裕羅 / 同左）
生日：9月1日。身高156cm，三圍：82/56/83，興趣是料理。
PS2版遊戲《SHUFFLE! ON THE STAGE》昇格為可攻略的主要角色。神族少女，與亞沙非常要好，常和亞沙一起出現。和亞沙一樣同屬烹飪社。兩人分別被稱為「治癒的枯葉」和「驚愕的時雨」合稱「學園料理部雙壁」，並有著配得上這個稱號的廚藝。現在咖啡廳做女服務員。
過分妄想症患者。常常把談話中的句子妄想擴展成為戀愛小説，然後會滿臉通紅說「嘛嘛」並會進一步妄想並更加臉紅地發出「嘛嘛嘛嘛」的聲音。“蕾”是她的妹妹。
麻弓 百里香（Mayumi Thyme，聲優：香取那須巳/井上美紀）
生日：1月1日，身高167cm，三圍：77/57/82，她是在稟班上一個相當平胸的女孩，但她在精神上補償它。喜歡假裝成一個記者，總是在追尋“最新的獨家新聞”。她經常帶著數位相機出現，偶爾會和樹策劃些小詭計，家中經營澡堂（請見動畫第11話）。PS2版遊戲《SHUFFLE! ON THE STAGE》昇格為可攻略的主要角色。
曾在卡拉OK店中因唱得太大聲而被人投訴（請見動畫第1季第8集）。
因為是人類和魔族的混血兒，所以兩眼瞳孔顏色不同：右眼為紅色，左眼為藍色。
綠葉 樹（Itsuki Midoriba，聲優：小池竹藏/荻原浩樹）
稟最好的朋友和同學。是班中的情聖。經常和稟提起他會“好好照顧”那些稟沒有選擇的女孩。在學校里與奈莉奈和楓同樣是班級中的優等生。他稍稍嫉妒稟在于他擁有三個公主（楓是“學園公主”，希亞和琳是其他公主（希亞是神界公主，琳是魔界公主））在追逐他。
在街邊見到了普莉姆拉抱住的稟後，幫稟起了「Mr.Loli控」這稱呼(請見動畫第1季第2集)。
動畫第1季第6集中得知是一名學校泳裝迷。
紅薔薇 撫子（Nadeshiko Benibara，聲優：緒田マリ/竹間千ノ美）
生日：12月14日。身高171cm，三圍91/61/89，是稟的班主任。每次稟在課堂上神情恍惚時，經常喊他。
學生犯錯時的懲罰十分恐怖，如在學校樓梯兔子跳來回30次。
基於自身年紀也不小了，所以母親經常把相親的相片寄給她，並經常打電話要她早點結婚。
就算在自家也經常做運動(請見動畫第1季第11集)。
蕾（Tsubomi，動畫版聲優：田中涼子）
生日：8月11日。身高152cm，三圍：79/54/81，是枯葉的妹妹。類似枯葉，蕾也有杜撰荒謬幻想的習慣以及當她興奮時說「啊！」（當她非常興奮時會說「啊啊啊！」）。她的嗜好是寫羅曼史小說。
真聰（Masato）
最初出現在Navel的遊戲《魂鏈》。他是一個藍髪的男孩，十歲上下，喜歡掀女孩的裙子并看她們的內褲。
他是《SHUFFLE!》系列中隨意且經常出現的小角色。被他掀裙子的受害者包括枯葉和麻弓。
他第一次出現在遊戲《SHUFFLE!》是當枯葉在咖啡廳做女服務員時，這孩子在她裙子的后面掀起它來到逗枯葉。當她媽媽告訴他不要再掀枯葉的裙子時，透露出了他的名字是真聰。
他也再次出現在遊戲《Tick! Tack!》，掀了某魔族少女的裙子。但是，他的耳朵也是魔族的；他是否轉變為魔族或只是戴著假的魔族耳朵，就不知道了。
時雨亞麻（聲優：YURIA/同左）
生日：6月3日。身高158cm，三圍83/55/84。是時雨亞沙的母親，并且因爲整天都戴着「猫耳帽」而出名；但是所谓的「猫耳帽」並非真正的猫耳装，而是因為亞麻頭上那對魔族的長耳朵撑起了帽子，讓人誤以為是猫耳装。
事實上不属于人類，而是純種的魔族。她是“世界树计划”（神族与魔族的联合计划，目的是用魔法创造生命）的第一个实验者，因為對未來的生活失去信心而自願參與這個計畫。
“世界树计划”实验要将亞麻的魔力推向极限，以达到可以復甦生命及永保青春的目的。但是，大量的魔力注入對亞麻身体的损害太大，而且十分不稳定。最终實驗室發生爆炸，亞麻連同實驗室一同消失。然而亞麻却通过「心灵运输」到了人界，從這次的實驗中幸存下來。在人界她遇到了自己的爱人，后来生下了時雨亞沙，她身上的巨大魔力也随之遗传到了亞沙身上。由于亞沙是人類，如此巨大的魔力超出了她身體所能承受的范围，所以小时候亞沙一直卧病在床。
亞麻第一次出場是在第二集。在遇到普莉姆拉和禀後，很快亞麻就發現普莉姆拉也是實驗體，但是亞麻却什麼也没說。
故事最後，當一切都真相大白、所有人的生活回歸正常時，散步中的神王與魔王遇到了亞麻。雖然神王和魔王很快認出了亞麻，卻没有像故事中對普莉姆拉一样要將其從人界帶回。而是一邊繼續散步，一邊嘆息说：很想以前認識的人呀，如果有機會再見到她，真想和她說對不起。看来神王與魔王認為讓亞麻過自己的生活才是最好的结果。而亞麻在聽到二人的對話後，在街上脱下了她頭上那頂爲了掩飾魔族身分而一直戴着的帽子，向着遠去的神王和魔王鞠躬致谢。
雖然女兒對自己的烹飪技巧是覺得無問題的，但多數自己也會要求幫她試味，如果有問題就會由亞沙接手(請見動畫第1季第7集)。
名字取自植物亞麻，其花語為「感謝」。
尤斯哈馬（聲優：未知/小杉十郎太）
初登場在動畫第1季第1集。利希安瑟絲的父親，也就是神王。外觀是穿和服的人，說話十分豪邁。和弗貝西是十分好的朋友，稱魔王為魔仔。
第一次和稟見面就和他說要有推倒希亞的氣勢。
因為說話的問題，經常受希亞神進的暴走椅子攻擊。
把稟家左邊的4間買下來起了自己和希亞住的日式房屋。
可以為左希亞而引起戰爭。
食量平常之大(請見動畫第一季第9集)。
平日會和魔王在空閒時間內玩棋類、牌類及麻雀(是把棋、牌及麻雀一次過玩，請見動畫第1季第8集)。
弗貝西（聲優：未知/森川智之）
初登場在動畫第1季第1集。奈莉奈的父親，也就是魔王。外表是英俊有禮的人。和尤斯哈馬是十分好的朋友，稱神王為阿神。
平常就是一副玩世不恭的樣子但是就愛好做家務。
食量平常之大(請見動畫第一季第9集)。
把稟家右邊的4間買下來起了自己和奈住的西式房屋。
平日會和神王在空閒時間內玩棋類、牌類及麻雀（是把棋、牌及麻雀一次過玩，請見動畫第1季第8集）。
莉可莉斯（聲優：松永雪希/永見はるか）
由奈莉奈的細胞製造出的人工生命體。樣貌和奈莉奈一模一樣，只有眼睛的顏色不同，是藍色眼睛。個性是十分溫柔和堅強。和奈莉奈一樣，有「天使的鐘聲」的歌喉。是“世界树计划”（神族与魔族的联合计划，目的是用魔法创造生命）的第二个实验者，在第一次研究的失敗上得到教訓，所以就以出生就有強大魔力的人為目標，這就是有龐大魔力的魔王女兒奈莉奈，但由於不能把奈莉奈用作研究，所以就由奈莉奈的細胞製造出的人工生命體，以前經常陪奈莉奈一起玩耍，有一次更代替奈莉奈去了人間，並見第一次見到稟後和稟一起玩了一天，而普莉姆拉的貓玩偶正是稟在遊戲店中的夾公仔遊戲夾給莉可莉斯的，之後莉可莉斯回了魔界後和奈莉奈說了稟的事及說了這是最初也是最後的戀愛，後來因為實驗開始繁忙，而被研究員人員帶走，後來在實驗中認識了普莉姆拉，之後和普莉姆拉的感情好得像真的是姊妹。後來因為實驗而把本身不是有長久生命的複製體生命急速減短。後來奈莉奈因控制不到魔力而就快死時，把自己還有的生命給了奈莉奈，因此奈莉奈就無事了，而自己就在這世界消失，但在和奈莉奈融合時把自己的才能及回憶一起給了奈莉奈，因此自己可以說是和奈莉奈兩人為一體，奈莉奈的「天使的鐘聲」及對稟的記憶也是因為融合了而有的。
在動畫第1季第15集時出現幫助普莉姆拉克服魔力的問題，並再一次見到稟，之後對稟說出了感謝的說話後就消失了。

## 製作人員
- 企划：あごバリア
- 人物设计・原画：
  - 西又葵（リシアンサス、楓、プリムラ、麻弓及其他）
  - 鈴平ひろ（ネリネ、亜沙、カレハ、撫子、ツボミ他稟、樹及其他全部男性造型）
- 剧本：あごバリア、Long Cube
- 背景美術・CG监修：斉藤陽子
- 演出：王雀孫
- 程序：ひろし
- 音乐：NACHTMUSIK、アッチョリケ（サウンド）
- 宣传・设计担当：AlAi

## 主題曲
片頭曲
- 「Mirage Lullaby」（PC）

作詞：AlAi，作曲・編曲：アッチョリケ，歌：YURIA
- 「ORIGINAL!」（PS2）

作詞：AlAi，作曲：アッチョリケ，編曲：chokix，歌：YURIA
片尾曲
- 「SCRAMBLE!」

作詞：AlAi，作曲・編曲：山田和裕(PS2)NACHTMUSIX，歌：YURIA
插入曲
- 「In the Sky」（奈莉奈片尾曲）

作詞：AlAi，作曲：内藤侑史(PS2)NACHTMUSIX，編曲：内藤侑史／廣瀨充寿(PS2)NACHTMUSIX，歌：橋本美雪

## 漫畫
《SHUFFLE! －神魔一家親－》（SHUFFLE! －DAYS IN THE BLOOM－）
Navel原作，日下皓作畫，角川書店發行，單行本全6集。長鴻出版社代理台灣中文版。
連載於《comptiq》2003年12月號至2006年12月號（但2006年7月號暫停連載）。
《SHUFFLE! 青澀時光》（SHUFFLE! コミックアラカルト）
短篇漫畫集，Navel原作，《comptiq》編輯部編，角川書店發行，2004年7月10日至2005年12月10日共發售5集單行本。長鴻出版社代理台灣中文版。
《SHUFFLE! 短篇漫畫集》（SHUFFLE! アンソロジーコミック）
Navel原作，宙出版發行，單行本全1集，2004年9月25日發售，ISBN 4-7767-1289-X。

## 電視動畫

### 第一季WOWOW版

#### 制作人员
- 原作：Navel
- 原案插图：西又葵、鈴平ひろ
- 連載：月刊コンプティーク、角川コミックス・エース刊
- 监督：細田直人
- 制作总指挥：安田猛、宇田川昭次、酒匂暢彦、川崎代治、井上俊次
- 制片人：長谷川徳司、鈴木智子、武智恒雄、寺田千秋
- 动画制作人：平松巨規
- 系列构成：鈴木雅詞
- 人物设计·总作画监督：平山英嗣
- 美术监督：高山八大
- 色彩设定：福谷直樹
- 摄影监督：森下成一
- 编辑：伊藤潤一
- 音乐：アッチョリケ（Navel）、澤口和彦、丸尾稔
- 音乐制作：Lantis
- 音响监督：鶴岡陽太
- 动画制作：asread
- 制作合作：WOWOW
- 制作：SHUFFLE! Media Partners（角川書店、角川エンタテインメント、クロックワークス、メモリーテック、ランティス）

#### 主题曲
片頭曲
- 「YOU」（第2～14、16～24話）

作詞：AlAi，作曲：アッチョリケ，編曲：鈴木マサキ，歌：YURIA
片尾曲
- 「innocence」

作詞：AlAi，作曲：アッチョリケ，編曲：景家淳，歌：橋本美雪
插入曲
- In the Sky（第1、15話）

歌：橋本美雪

#### 各話列表
| 話數 | 日文標題               | 中文標題                     | 劇本         | 分鏡       | 演出           | 作畫監督                                    |
| ---- | ---------------------- | ---------------------------- | ------------ | ---------- | -------------- | ------------------------------------------- |
| 1    | 神にも悪魔にもなれる男 | 既能成為神也能成為惡魔的男人 | 鈴木雅詞     | 細田直人   | 細田直人       | 平山英嗣                                    |
| 2    |                        | 好想見你                     | 鈴木雅詞     | 細田直人   | 細田直人       | 中村和久                                    |
| 3    | 憶えてますか?          | 你還記得嗎？                 | 長谷川勝己   | 篠崎康行   | 篠崎康行       | 田中誠輝                                    |
| 4    | 幸せのタマゴ焼き       | 幸福的煎雞蛋                 | 鈴木雅詞     | 二瓶勇一   | 二瓶勇一       | 岡田万衣子                                  |
| 5    | 私の居場所             | 我的棲身之處                 | 高山カツヒコ | 葛谷直行   | 榎本学         | 渡邊るりこ、中原清隆 藤井真澄、竹谷今日子   |
| 6    | 微笑み                 | 微笑                         | 鈴木雅詞     | 土屋日     | 土屋日         | 中村和久                                    |
| 7    |                        | 戀愛Scramble                 | 鈴木雅詞     | 後藤圭二   | 後藤圭二       | 後藤圭二                                    |
| 8    | パンツでデート!        | 用內褲約會！                 | 高山カツヒコ | 土屋日     | 土屋日         | 山崎慎一郎、佐藤敏明 内藤伊之介、渡邊るりこ |
| 9    | 海水浴でサバイバル     | 海水浴求生記                 | 長谷川勝己   | 二瓶勇一   | 信田ユウ       | 中島美子                                    |
| 10   | 月夜の告白             | 月夜的告白                   | 長谷川勝己   | 篠崎康行   | 篠崎康行       | 田中誠輝、若山政志                          |
| 11   | 夏のお嬢さんたち       | 夏天的小姐們                 | 高山カツヒコ | 冨永恒雄   | はしもとなおと | 竹田欣弘、長坂寛治 臼田美夫、川上俊弘       |
| 12   | 凍てついた夏           | 凍結的夏天                   | 鈴木雅詞     | 二瓶勇一   | うえだしげる   | 足立慎吾                                    |
| 13   | 斜陽の家               | 夕陽之家                     | 鈴木雅詞     | 二瓶勇一   | 清水一伸       | 岡田万衣子                                  |
| 14   | リコリス               | 莉可莉斯                     | 鈴木雅詞     | 後藤圭二   | 林宏樹         | 牧野竜一                                    |
| 15   | 取り戻したもの         | 取回的東西                   | 鈴木雅詞     | 細田直人   | 細田直人       | 渡邊るりこ                                  |
| 16   | キキョウ               | 桔梗                         | 長谷川勝己   | 葛谷直行   | 友田政晴       | 相坂ナオキ                                  |
| 17   | 素直な気持ち           | 坦承的心意                   | 長谷川勝己   | 土屋日     | 土屋日         | 田中誠輝、竹田欣弘 渡邊るりこ               |
| 18   | 稟の好きなヒト         | 稟喜歡的人                   | 鈴木雅詞     | 高見明男   | 孫承希         | 高見明男                                    |
| 19   | 忘れ得ぬ想い           | 無法忘記的思念               | 高山カツヒコ | あおきえい | あおきえい     | をがわいちろを、牧野竜一                    |
| 20   | 忘れられぬ罪           | 無法忘記的罪                 | 高山カツヒコ | 二瓶勇一   | 清水一伸       | 岡田万衣子                                  |
| 21   | 気持ちの行方           | 心意的方向                   | 鈴木雅詞     | 友田政晴   | 山崎茂         | 相坂ナオキ、重松しんいち                    |
| 22   | 新しい明日へ           | 向著新的明天                 | 鈴木雅詞     | 冨永恒雄   | 土屋日         | 田中誠輝、竹田欣弘 渡邊るりこ               |
| 23   | 明かされた真実         | 被揭露的真實                 | 鈴木雅詞     | 太田雅彦   | 太田雅彦       | 堀たえ子、前田明寿 高見明男                 |
| 24   | そして……大切なこと     | 之後......重要的事情         | 鈴木雅詞     | 細田直人   | 細田直人       | 岡田万衣子、細田直人                        |

#### 播放电视台
日本深夜動畫：下文記載的日本国内播放時間使用日本標準時間（UTC+9）表示。因為部分時間标识會採用30小时制，因此請留意这类超过24:00的时间，其實際播放時間為翌日清晨。
| 播映地區 | 電視台 | 播映期間                    | 播映時間                 | 所屬聯播網   |
| -------- | ------ | --------------------------- | ------------------------ | ------------ |
| 日本全国 | WOWOW  | 2005年7月7日－2006年1月5日  | 木曜 24時30分 - 25時00分 | BS数位放送   |
| 日本全国 | AT-X   | 2007年9月26日－2008年3月5日 | 水曜 09時00分 - 09時30分 | CSチャンネル |

### 第二季UHF版

#### 制作人员
- 原作：Navel
- 原案插图：西又葵、鈴平ひろ
- 连载：月刊「コンプティーク」、角川コミックス・エース刊
- 监督：細田直人
- 制作总指挥：安田猛、宇田川昭次、酒匂暢彦、川崎代治、井上俊次
- 制片人：鈴木智子、武智恒雄、寺田千秋
- 企划制片人：伊藤敦
- 动画制片人：平松巨規
- 系列构成：鈴木雅詞
- 人物设计・总作画监督：平山英嗣
- 美术监督：高山八大
- 色彩設定：福谷直樹
- 摄影监督：森下成一
- 编辑：伊藤潤一
- 音乐制片人：櫻井優香
- 音乐：アッチョリケ、澤口和彦、丸尾稔
- 音响监督：鶴岡陽太
- 音响艺术家工作室：スタジオごんぐ
- 音响制作：樂音舎
- 动画制作：asread
- 制作：SHUFFLE! Media Partners（角川書店、角川エンタテインメント、クロックワークス、メモリーテック、ランティス）

#### 主題曲
片頭曲
- 「Fateful Encounters」（第1話）

作詞：西又葵，作曲：アッチョリケ，編曲：鈴木マサキ，歌：YURIA
- 「memories」（第2、7話）

作詞：AlAi，作曲：アッチョリケ，編曲：鈴木マサキ，歌：芙蓉楓（後藤邑子）
- 「High Tension Dreamer」（第3、8話）

作詞：AlAi，作曲・編曲：アッチョリケ，歌：時雨亜沙（伊藤美紀）
- 「pray」（第4、9話）

作詞：AlAi，作曲：アッチョリケ，編曲：景家淳，歌：奈莉奈（永見はるか）
- 「ぎりぎりHeartコネクション」（第5、10話）

作詞：AlAi，作曲・編曲：アッチョリケ，歌：利希安瑟絲（青木沙耶香）
- 「pureness」（第6、11話）

作詞：AlAi，作曲：アッチョリケ，編曲：ms-jacky，歌：普莉姆拉（一美）
片尾曲
- 「innocence」（第1話）

作詞：AlAi，作曲：アッチョリケ，編曲：景家淳，歌：橋本美雪
- 「only one, only love」（第2、7話）

作詞：AlAi，作曲・編曲：アッチョリケ，歌：芙蓉楓（後藤邑子）
- 「wish」（第3、8話）

作詞：AlAi，作曲：アッチョリケ，編曲：景家淳，歌：時雨亜沙（伊藤美紀）
- 「秘密の森」（第4、9話）

作詞：AlAi，作曲：アッチョリケ，編曲：景家淳，歌：奈莉奈（永見はるか）
- 「freedom」（第5、10話）

作詞：AlAi，作曲：アッチョリケ，編曲：景家淳，歌：利希安瑟絲（青木沙耶香）
- 「まじかる☆パワーステーション」（第6、11話）

作詞：AlAi，作曲・編曲：アッチョリケ，歌：普莉姆拉（一美）
- 「natural tone」（第12話）

作詞：西又葵，作曲：アッチョリケ，編曲：鈴木マサキ，歌：橋本美雪

#### 各話標題
| 電視台播放順序 | 標題（中文翻譯）  | 標題（日文原文） |
| -------------- | ----------------- | ---------------- |
| 第1話          | 导入篇            |                  |
| 第2話          | 芙蓉枫篇 前篇     |                  |
| 第3話          | 时雨亚沙篇 前篇   |                  |
| 第4話          | 奈莉奈篇 前篇     |                  |
| 第5話          | 利希安瑟丝篇 前篇 |                  |
| 第6話          | 普莉姆拉篇 前篇   |                  |
| 第7話          | 芙蓉枫篇 后篇     |                  |
| 第8話          | 时雨亚沙篇 后篇   |                  |
| 第9話          | 奈莉奈篇 后篇     |                  |
| 第10話         | 利希安瑟丝篇 后篇 |                  |
| 第11話         | 普莉姆拉篇 后篇   |                  |
| 第12話         | 番外篇            |                  |

#### 播放電視台
日本深夜動畫：下文記載的日本国内播放時間使用日本標準時間（UTC+9）表示。因為部分時間标识會採用30小时制，因此請留意这类超过24:00的时间，其實際播放時間為翌日清晨。
| 播映地區 | 電視台               | 播映期間               | 播映時間                 | 所屬聯播網  |
| -------- | -------------------- | ---------------------- | ------------------------ | ----------- |
| 千葉縣   | 千葉電視台（主辦台） | 2007年1月7日－3月25日  | 日曜 24時00分 - 24時30分 | 獨立UHF系列 |
| 埼玉縣   | 埼玉電視台           | 2007年1月7日－3月25日  | 日曜 25時30分 - 26時00分 | 獨立UHF系列 |
| 神奈川縣 | 神奈川電視台         | 2007年1月8日－3月26日  | 月曜 25時15分 - 25時45分 | 獨立UHF系列 |
| 京都府   | KBS京都              | 2007年1月8日－3月26日  | 月曜 25時30分 - 26時00分 | 獨立UHF系列 |
| 兵庫縣   | SUN電視台            | 2007年1月9日－3月27日  | 火曜 24時00分 - 24時30分 | 獨立UHF系列 |
| 東京都   | 東京都會電視台       | 2007年1月10日－3月28日 | 水曜 25時30分 - 26時00分 | 獨立UHF系列 |
| 愛知縣   | 愛知電視台           | 2007年1月10日－3月28日 | 水曜 26時28分 - 26時58分 | TXN系列     |

## 評價
《SHUFFLE!》在日本美少女游戏与动画相关商品销售网站Getchu.com的2004年上半年销量榜上排名第3，2004全年排名第3。《SHUFFLE! -Normal Edition- DVD-ROM版》於2004年銷售54483套。
在2007年10月，《電擊G's magazine》舉辦了日本前五十名最佳美少女遊戲排名的票選活動，《SHUFFLE!》在入圍的249款遊戲中獲得40票而成為第9名。
在Getchu所公佈的2004年萌遊戲排行榜中，時雨亞沙和芙蓉楓各獲選為第十四名和第十五名的最佳女主角。